# Dark Horse Entertainment
Dark Horse Entertainment è una società statunitense di produzione multimediale fondata da Mike Richardson nel 1992 come affiliata della casa editrice di fumetti Dark Horse Comics, da lui stesso cofondata nel 1986 e divenuta nei primi anni Novanta leader di fumetti su licenza, avendo i diritti su franchise quali Aliens, Predator e Star Wars. Nello stesso anno gli stessi fumetti vengono trasformati in proprietà crossmediali che danno vita ad adattamenti cinematografici, serie televisive live action e d'animazione.
Ad oggi la Dark Horse Entertainment ha prodotto oltre 30 film e serie televisive, ai quali si aggiungono anche documentari vincitori di Emmy Award. Nel corso degli anni ha anche collaborato con varie case di produzione di Hollywood per sviluppare progetti di altro tipo. Ha fondato anche la sottoetichetta Dark Horse Indie.

## Storia
Mike Richardson e Randy Stradley fondano nel 1986 la casa editrice indipendente di fumetti Dark Horse Comics. Tra la fine degli anni ottanta e i primi anni novanta si impone come terza forza del mercato dei comic dietro le Big-Two, ovvero Marvel Comics e DC Comics. Lo scettro di regina degli indie-comic gli viene tolto tra il 1992 e il 1993 dalla neonata Image Comics partorita da un'idea di Rob Liefeld e portata a compimento con altri sei artisti top-seller (ex-dipendenti Marvel). Richardson ha comunque saputo mantenere ai vertici la Dark Horse rendendola (negli anni novanta) leader dei fumetti distribuiti su licenza. Capisce che per attirare lettori, quando non hai personaggi iconici come Superman, Batman o Spider-Man, deve puntare su franchise che si sono imposti al pubblico a livello cinematografico e non solo. Per questo arriva a pubblicare fumetti sull'Alien di Ridley Scott, il Predator portato al successo da Arnold Schwarzenegger e la celebre space-opera Star Wars di George Lucas. L'interesse per lo sviluppo di progetti cross-mediali lo porta però a prevedere, con un decennio di anticipo, l'enorme potenziale delle opere a fumetti se trasposte e adattate in film cinematografici, serie televisive (sia live action e d'animazione). Arriva quindi a fondare la "Dark Horse Entertainment" con lo scopo di adattare i fumetti originali pubblicati dalla sua casa editrice (di cui è Presidente) in opere per altri media. Riesce a stringere un accordo con la 20th Century Fox per stabilire il centro della nuova compagnia all'interno dei loro studios e stringe un accordo con Larry Gordon e la Largo Entertainment per lo sviluppo dei progetti. L'efficienza della struttura e degli accordi presi si dimostra evidente già nei primi tre anni di vita (1992-1994) riuscendo a produrre e distribuire 4 film cinematografici, due dei quali debuttano primi al box office e sono The Mask (con Jim Carrey e Cameron Diaz), Timecop con Jean-Claude Van Damme. Entrambi si basano su fumetti ideati dallo stesso Mike Richardson e danno origine a dei franchise multimediali, tra cui diverse opere fumettistiche alimentate da diversi autori e artisti di rilievo. Dal film Timecop nasce come spin-off la prima serie televisiva della Dark Horse Entertainment, trasmessa dalla ABC tra il 1997 e il 1998, e dà origine ad un film sequel del 2003 dal titolo Timecop - The Berlin Decision. I fumetti e il film su The Mask danno invece il via alla prima serie d'animazione basata su un'opera originale Dark Horse, si tratta di The Mask - The Animated Series, trasmessa dalla CBS tra il 1995 e il 1996. Nel 2005 esce anche un sequel Son of The Mask che però è un clamoroso flop al box office e affonda il franchise. Lo stesso vale per le opere successive al primo Timecop, che non replicano il successo del film con Van Damme. Ciononostante la capacità della Dark Horse di creare franchise multimediali lancia un messaggio verso le case di produzione hollywoodiane che, tra gli anni settanta e i gli anni novanta, sono ancora principalmente interessate alle produzioni fumettistiche della Marvel Comics e della DC Comics. Quest'ultima era leader del mercato multimediale grazie ai suoi due iconici personaggi quali Superman e Batman.